# Claffheim
Claffheim (fränkisch: „Glōfa“) ist ein Gemeindeteil der kreisfreien Stadt Ansbach (Mittelfranken, Bayern). Die Gemarkung Claffheim hat eine Fläche von 6,343 km². Sie ist in 735 Flurstücke aufgeteilt, die eine durchschnittliche Fläche von 8629,62 m² haben. In ihr liegen neben dem namensgebenden Ort die Gemeindeteile Hohe Fichte und Winterschneidbach.

## Geografie
Durch das Dorf fließt der Ortsbach, rechter Zufluss des Hesselbachs, der links in die Altmühl fließt. Im Süden liegt das Gartenfeld, im Westen das Holzfeld, im Nordosten der Gemeindewald und 0,5 km südöstlich das Brücklesfeld. Nordöstlich des Ortes verläuft die Bundesstraße 13. Sie führt zur Anschlussstelle 52 der Bundesautobahn 6 (0,5 km nördlich) bzw. an Nehdorf und Leidendorf vorbei nach Merkendorf (10 km südöstlich). Die Staatsstraße 2221 führt nach Hohe Fichte zu einer Anschlussstelle der B 13 (0,4 km nördlich) bzw. nach Burgoberbach (1,2 km südlich).

## Geschichte
Claffheim wurde am 14. Mai 1268 erstmals in einer Urkunde erwähnt, in der sich Ritter Hugo von Claffheim mit dem Scholaster Otto des Gumbertus-Stiftes über die Güter in dem Ort einigte. Ursprünglich gehörte Claffheim wie Winterschneidbach zur Urpfarrei Sachsen.
Im Würzburger Lehenbuch, das zwischen 1303 und 1313 entstand, wurden für den Ort 1 Hof und 2 Seldenhäuser verzeichnet, über die die Herren von Heideck die Grundherrschaft und Vogtei hatten. Das Kloster Heilsbronn kaufte 1318 von Gottfried von Heideck und Dietrich Spieß von Onolzbach einen Hof und zwei Söldengüter. 1456 wurde die sogenannte Trautmannswiese zwischen Deßmannsdorf und Claffheim von dem Bürger Muselt aus Ansbach erworben. Insgesamt erwarb das Kloster im Ort sechs Anwesen.
Im 16-Punkte-Bericht des heilsbronnischen Vogtamts Merkendorf aus dem Jahr 1616 wurden für Claffheim 2 Höfe und 3 Güter angegeben, die dem Verwalteramt Merkendorf unterstanden. Die Anwesen anderer Grundherren wurden nicht aufgelistet. Im Dreißigjährigen Krieg verödeten alle heilsbronnischen Anwesen.
Im 16-Punkte-Bericht des Oberamtes Ansbach von 1684 wurden für Claffheim 17 Mannschaften verzeichnet. Grundherren waren das Hofkastenamt Ansbach (1 Anwesen), das Stiftsamt Ansbach (4), das Verwalteramt Merkendorf (5), der Bürgermeister und Rat zu Ansbach (1), ein Herr von Mohr (5) und der Geheime Rat Förster (1). Das Hochgericht und die Dorf- und Gemeindeherrschaft übte das brandenburg-ansbachische Hofkastenamt Ansbach aus.
Gegen Ende des 18. Jahrhunderts gab es in Claffheim 21 Untertansfamilien, von denen 16 ansbachische Ämter als Grundherrn hatten. Von 1797 bis 1808 unterstand der Ort dem Justiz- und Kammeramt Ansbach.
Im Jahre 1806 kam Claffheim an das Königreich Bayern. Im Rahmen des Gemeindeedikts wurde Claffheim dem 1808 gebildeten Steuerdistrikt Burgoberbach und der wenig später gegründeten Ruralgemeinde Burgoberbach zugeordnet. Mit dem Zweiten Gemeindeedikt (1818) entstand die Ruralgemeinde Claffheim, zu der Hohe Fichte gehörte. Sie war in Verwaltung und Gerichtsbarkeit dem Landgericht Herrieden zugeordnet und in der Finanzverwaltung dem Rentamt Herrieden (von 1919 bis 1950 Finanzamt Herrieden, seit 1929 Finanzamt Ansbach).
In den Jahren 1821 und 1822 versuchte das Landgericht Ansbach, sich die dem Herriedener Landgericht unterstehenden Orte Claffheim, Hohe Fichte, Seebronn und Winterschneidbach einzuverleiben, was jedoch am fehlenden Interesse der betroffenen Orte scheiterte. Spätestens 1846 wurde Winterschneidbach von Burgoberbach nach Claffheim umgemeindet. Ab 1862 gehörte Claffheim zum Bezirksamt Feuchtwangen (1939 in Landkreis Feuchtwangen umbenannt). Die Gerichtsbarkeit blieb beim Landgericht Herrieden (1879 in Amtsgericht Herrieden umbenannt), seit 1931 ist das Amtsgericht Ansbach zuständig. Die Gemeinde hatte 1964 eine Gebietsfläche von 6,353 km².
Im Kontext des sich zuspitzenden Kalten Krieges wurde Ende der 1950er Jahre am Rande der Gemeinde (Koordinaten= 49° 14′ 51″ N, 10° 34′ 59″ O) eines von zehn bundesdeutschen Warnämtern, das Warnamt IX, in Betrieb genommen. Diese völkerrechtlich besonders geschützte und teilweise verbunkerte Zivilschutzbehörde war bis in die 1990er Jahre mit der Warnung und Alarmierung der Bevölkerung vor Gefahren im Frieden und Verteidigungsfall betraut.
Im Zuge der Gebietsreform in Bayern wurde die Gemeinde am 1. Juli 1972 nach Ansbach eingegliedert.
In der Nähe des Ortes wurde eine Müllverbrennungsanlage (Thermoselect-Verfahren) errichtet, deren Inbetriebnahme allerdings nie genehmigt wurde.

### Bodendenkmäler
In der Gemarkung Claffheim gibt es drei Bodendenkmäler.

### Einwohnerentwicklung
Gemeinde Claffheim
| Jahr      | 1818   | 1840   | 1852   | 1855   | 1861   | 1867   | 1871   | 1875   | 1880   | 1885   | 1890   | 1895   | 1900   | 1905   | 1910   | 1919   | 1925   | 1933   | 1939   | 1946   | 1950   | 1952   | 1961   | 1970   |
| Einwohner | 102    | 255    | 239    | 247    | 243    | 249    | 274    | 274    | 267    | 251    | 246    | 252    | 249    | 251    | 279    | 288    | 279    | 288    | 284    | 426    | 404    | 374    | 312    | 348    |
| Häuser    | 26     | 42     |        |        |        |        | 46     |        |        | 48     | 50     |        | 54     |        |        |        | 52     |        |        |        | 54     |        | 55     |        |
| Quelle    | [ 22 ] | [ 15 ] | [ 23 ] | [ 23 ] | [ 24 ] | [ 25 ] | [ 26 ] | [ 27 ] | [ 28 ] | [ 29 ] | [ 30 ] | [ 23 ] | [ 31 ] | [ 23 ] | [ 32 ] | [ 23 ] | [ 33 ] | [ 23 ] | [ 23 ] | [ 23 ] | [ 34 ] | [ 23 ] | [ 16 ] | [ 35 ] |

Ort Claffheim
| Jahr      | 001818 | 001840 | 001861 | 001871 | 001885 | 001900 | 001925 | 001950 | 001961 | 001970 | 001987 |
| Einwohner | 93     | 125    | 113    | 133    | 112    | 116    | 126    | 201    | 161    | 160    | 159    |
| Häuser    | 24     | 22     |        |        | 25     | 27     | 24     | 25     | 28     |        | 35     |
| Quelle    | [ 22 ] | [ 15 ] | [ 24 ] | [ 26 ] | [ 29 ] | [ 31 ] | [ 33 ] | [ 34 ] | [ 16 ] | [ 35 ] | [ 1 ]  |

## Religion
Der Ort ist seit der Reformation evangelisch-lutherisch geprägt und bis heute nach St. Bartholomäus (Brodswinden) gepfarrt. Die Einwohner römisch-katholischer Konfession sind nach St. Nikolaus (Burgoberbach) gepfarrt.

## Schule
Die Kinder aus Claffheim besuchen die Grundschule in Burgoberbach.

## Söhne und Töchter des Ortes
- Hans Roser (1931–2005), Theologe und Politiker